# The Problem We All Live With
The Problem We All Live With é uma pintura de 1964 realizada pelo pintor estadunidense Norman Rockwell. A obra é um ícone do Movimento dos direitos civis dos negros nos Estados Unidos. Ela retrata Ruby Bridges, uma garota afro-americana de seis anos em seu caminho para uma escola pública caucasiana em Nova Orleans em 14 de novembro de 1960, durante o processo de segregação racial na cidade. Por causa das ameaças de violência contra os negros, ela é escoltada por quatro delegados dos Estados Unidos; a pintura é enquadrada de modo que as cabeças dos delegados são cortadas na altura dos ombros. Na parede atrás dela está escrito o insulto racial "nigger" e as letras "KKK"; um tomate esmagado que foi jogado na parede também é visível. A multidão branca não é visível já que o observador está olhando para a cena a partir do ponto de vista deles. A pintura mede 91 centímetros de altura por 150 centímetros de largura.

## Antecedentes
A pintura foi originalmente publicada como a página central da edição de 14 de janeiro de 1964 da revista Look. Norman Rockwell havia encerrado o seu contrato com o Saturday Evening Post no ano anterior devido à sua frustração com os limites impostos pela publicação sobre temas políticos. Sendo assim, a Look ofereceu-lhe uma seção para seus interesses sociais progressistas, incluindo os direitos civis e integração racial. Rockwell explorou temas similares em Southern Justice (Murder in Mississippi) e New Kids in the Neighborhood.
Ao contrário de seus trabalhos anteriores, The Problem We All Live With traz o negro como protagonista, em vez de apenas observadores, membros de multidões ou em funções servis. A pintura tem como protagonista uma criança negra. Assim como Southern Justice, o autor utiliza contrastes fortes para promover seu tema racial.

## História

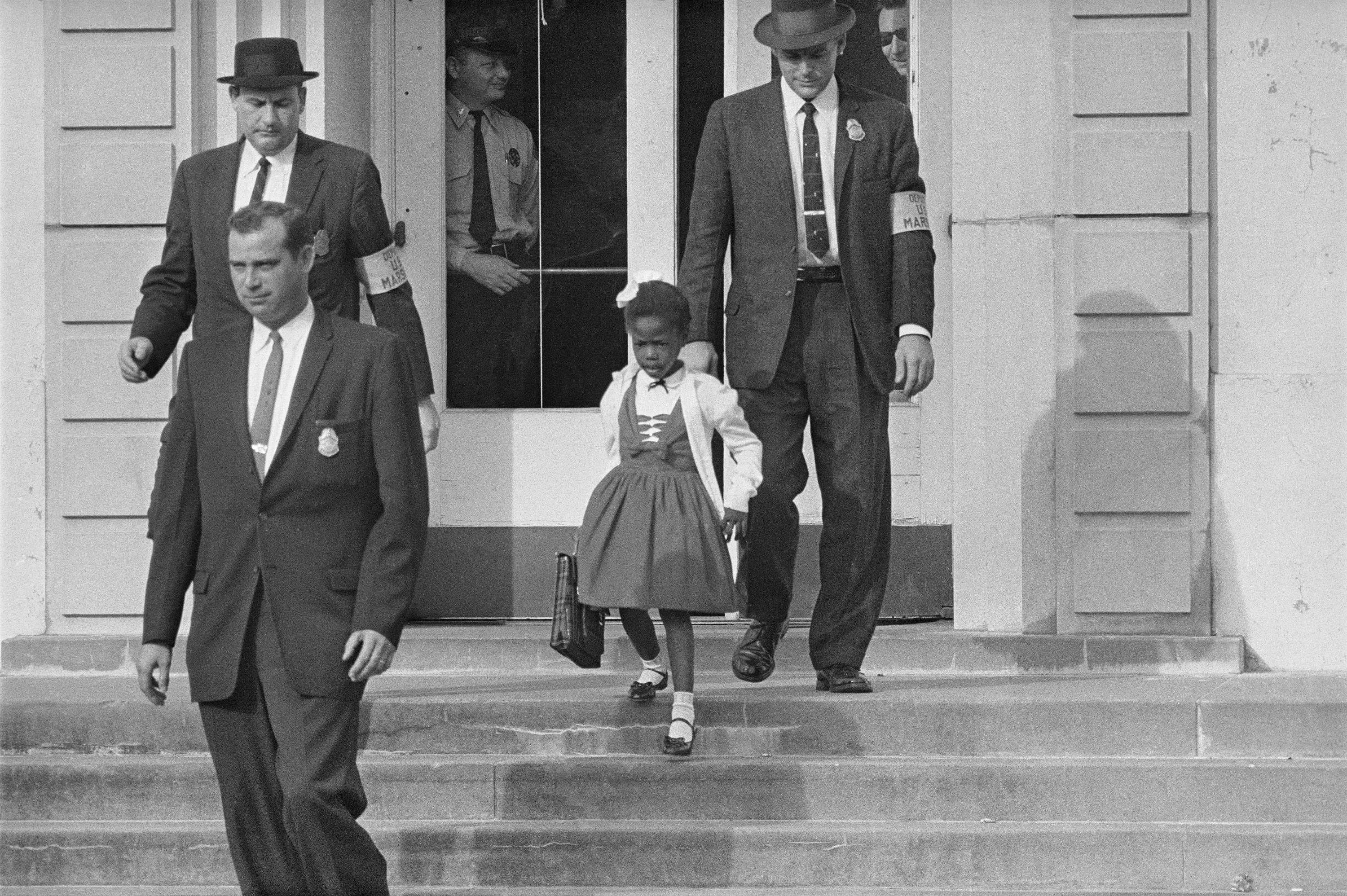
Foto de Ruby Bridges sendo guiada até a Escola Elementar William Frantz.

A Suprema Corte dos Estados Unidos havia ordenado o fim da segregação racial nas escolas do sul do país em 1954, mesmo ano de nascimento de Ruby Bridges. Entretanto, a decisão da corte resultou em várias ações dos partidários a favor da segregação, com objetivo de reverter a situação. Apesar da decisão, a aplicação dessa lei não foi imediata.
Em um teste feito em crianças afro-americanas, apenas seis foram aprovadas. Ruby foi a única a passar no sul do país. Em 1960, seus pais foram informados que ela cursaria a Escola Elementar Frantz William, com localização próxima a sua casa. Porém, o legislador estadual da Louisiana encontrou várias maneiras para combater a ordem da Suprema Corte, resultando no retardamento da integração racial nas instituições de ensino público. Em novembro, após esgotar seus recursos, o legislador enfim desistiu. Temendo um distúrbio social, o juiz federal do tribunal do distrito solicitou policiais federais ao governo dos Estados Unidos para a proteção da garota.
Em 14 de novembro de 1960, os agentes levaram Ruby e sua mãe para sua nova escola. Quando eles chegaram, se depararam com uma multidão de pessoas que se reuniram, gritavam e atiravam objetos e barricadas levantadas. Mais tarde, Ruby declarou que na hora ela pensou em uma celebração. Escoltada até a sala do diretor, a menina passou o dia inteiro lá. A confusão do lado de fora e a negação dos pais dos demais alunos resultaram no encerramento das aulas naquele dia.
A situação não se alterou no dia seguinte, e a escola encontrou muitas dificuldades para realizar a integração racial, com professores se recusando a ensinar Ruby e os pais ameaçando tirar seus filhos da escola. Apenas um professor aceitou pegar a turma de Ruby, que contava com a garota e mais um aluno.

## Descrição
O contraste branco e preto da pintura é o recurso usado para manter foco na protagonista, Ruby Bridges. A cor do vestido de Ruby entra em alto constaste com sua pele, os demais pontos da pintura se encontram em tons próximos, exceto pelas faixas em amarelo localizadas nos braços dos delegados.
Apesar do foco principal estar na menina, a imagem é construída para guiar o observador, onde se passa do contraste branco e preto presente em Ruby para as faixas nos braços dos delegados. As pernas foram feitas para simular uma caminhada, descendo até os sapatos pretos. O tomate esmagado é um outro ponto de contraste, assim como a faixa presente em um dos braços do delegado no outro extremo da pintura. Em seguida, a atenção retorna para vestido branco de Ruby. Nessa composição de contraste, o observador visualiza toda a pintura e ainda retorna ao protagonista. Os elementos secundários da obra (a pichação e o tomate) demonstram a seriedade da situação. Norman protege a garota, formando um retângulo em volta dela. Os delegados não são creditados pela sua ação, já que os rostos deles estão cortados.

## Modelos
O acontecimento foi divulgado por vários meios de comunicação, mas na época, o nome de Ruby não foi divulgado. Ciente apenas da raça e do gênero, Norman contou com a ajuda de Lynda Gunn, neta de um amigo da família em Stockbridge. Lynda posou por cinco dias, seus pés foram postos em blocos de madeira formando ângulos para simular uma caminhada. Lynda foi acompanhada pelo chefe de polícia de Stockbridge e por três delegados de Boston. Norman usou uma série de fotografias de suas próprias pernas a fim de observar os movimentos de locomoção.

## Recepção

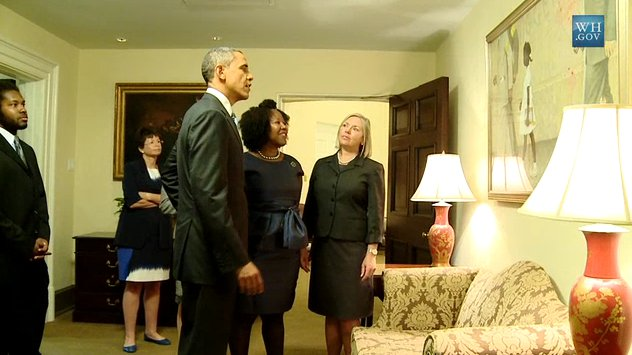
Bridges e o presidente Barack Obama observam The Problem We All Live With na Casa Branca em julho de 2011.

A recepção de The Problem We All Live With foi de indignação por parte dos leitores e fãs de Norman, já que estes não esperavam um pensamento tão liberal do artista que ficou reconhecido por idealizar padrões americanos. Entretanto, após o impacto inicial, os assinantes da Look começaram a creditar o trabalho de Norman devido a sua ousadia em abordar o tema, bem como passaram a levar mais a sério a questão da integração das escolas. Atualmente, depois de vários progressos dos direitos raciais em todo mundo, a pintura se tornou um dos símbolos dos movimentos pelos direitos raciais, que "destaca-se como uma declaração mais corajosa e presciente do que inicialmente suposto".
Por sugestão de Bridges, o presidente Barack Obama mandou instalar a pintura na Casa Branca em um corredor do lado de fora do Salão Oval de julho a outubro de 2011. O historiador de arte William Kloss afirmou: "Aquela palavra N lá – com certeza paralisa você. Há uma razão realista para que o grafite seja considerado como uma injúria, [mas] também é bem no meio da pintura. É uma obra que não deveria ser pendurada, mesmo por um breve período, em espaços públicos [da Casa Branca]. Eu tenho certeza disso."